# 6039 Parmenides
6039 Parmenides (1989 RS) là một tiểu hành tinh nằm phía ngoài của vành đai chính được phát hiện ngày 3 tháng 9 năm 1989 bởi E. W. Elst ở Đài thiên văn Haute-Provence.